# 의성 경덕사 소장 고문서 및 유물
의성 경덕사 소장 고문서 및 유물(義城 景德祠 所藏 古文書 및 遺物)은 대한민국 경상북도 의성군 구천면 용사리에 있는 조선시대의 고문서 및 유물이다. 2012년 10월 4일 경상북도의 유형문화재 제443호로 지정되었다.

## 지정사유
문화재로 지정 신청된 자료는 의성에 세거해온 장시규(張是奎), 장한상(張漢相) 등 순천장씨 문암공파 문중의 고문서(古文書), 고서(古書), 유물(遺物) 등의 일괄(一括) 유물이다.
장시규(張是奎)는 1648년(인조26)에 교생(校生)으로서 무과에 급제한 후 黃海道·全羅道兵馬節度使, 三道統禦使 등 요직을 거쳐 정2품 資憲大夫에 올랐고, 그의 아들 장한상(張漢相)은 1676년(숙종2)에 무과에 급제하여 慶尙左道·咸鏡北道·全羅道兵馬節度使 등을 거쳐 종2품 嘉善大夫에 올랐다. 특히 장한상은 三陟營將에 부임한 후 울릉도를 搜討한 「울릉도사적」을 남겨서 實記에 수록하였다.
신청자료 중 敎旨, 諭書, 傳令, 戶口單子, 山訟관련 所志 등의 古文書(192점)는 사료적 가치는 높지 않지만 한 가문에서 소장하고 있는 17∼19세기 자료라는 점에서 보존할 가치가 있다. 그리고 장시규, 장한상 부자와 관련이 있는 『節度公兩世實錄』, 『節度公兩世碑銘』, 『喬桐水使公輓辭』, 『喬桐水使公輓祭錄』은 인물 및 독도 연구에 필요한 자료이고, 內賜本으로 추정되는 『尉繚子直解』는 17세기 활자본으로서 보존할 가치가 있다. 아울러, 號牌, 印章, 등채 등 기타유물(7점)은 장시규와 관련이 있는 유물이므로 함께 보존할 필요가 있다. 따라서 이들 고문서(古文書), 고서(古書), 유물(遺物) 등을 일괄(一括, 204점)하여 有形文化財로 지정한다.

## 참고 자료
- 의성 경덕사 소장 고문서 및 유물 - 국가유산청 국가유산포털